# عبير عبد الحافظ
عبير محمد عبد الحافظ عبد العال (بالإسبانية: Abeer Abdel Hafez)‏ كاتبة وأكاديمية مصرية، شغلت منصب رئيس قسم اللغة الأسبانية بكلية الآداب جامعة القاهرة وأستاذة الأدب الثقافة واللغة الإسبانية ومُترجمة أدبية من العربية إلى الإسبانية والعكس، ومديرة مركز الدراسات الايبروأمريكية بجامعة القاهرة من 2011 حتى عام 2016.
حصلت على درجة الليسانس الممتازة في اللغة والآداب الإسبانية من كلية الآداب، جامعة القاهرة 1992. وحصلت على الماجستير من الجامعة ذاتها عام 1996 عن أطروحة ظاهرة السيرة الذاتية في السرد في رواية منزل الأرواح لإيزابيل الليندي، وأعقبتها بدرجة الدكتوراه التخصصية في أدب أمريكا اللاتينية ونقد الرواية في عام 2002 في أطروحة حملت عنوان الشخوص المشوهة في أعمال روبرتو آرلت الروائية. 
نالت شهادة تقدير من إدارة عجمان الثقافية عن بحث الرواية الإسبانية ما بعد الحرب الأهلية الإسبانية: كاميلو خوسيه ثيلا نموذجًا.

## دراستها
حصلت على درجة الليسانس الممتازة في اللغة والآداب الإسبانية من كلية الآداب، جامعة القاهرة 1992. وحصلت على الماجستير من الجامعة ذاتها عام 1996.

## الترجمات
- ترجمة من الإسبانية إلى العربية: الأحدب لروبرتو أرلت نشرت في مجلة أخبار الأدب عام 2004.
- ترجمة المجموعة القصصية هنا والآن لخوليو كورتاثر (2008).[1]
- ترجمة مقطوعات الشعر الأسباني لخورخي مانريكي، جريدة الأهرام، 2012.
- ترجمة قصائد شاعر الدومينيكان بدرو مير مجلة المجلة، وجريدة الأهرام، 2013.[2]
- ترجمة ديوان الشاعر علي العامري خيط مسحور إلى الإسبانية، والذي صدر في سان خوسيه، أثناء مهرجان كوستاريكا الدولي للشعر، عام 2014.
- ترجمة ديوان شعري للشاعر على الحازمي إلى الإسبانية، كوستاريكا 2013.
- ترجمة ديوان شعر الشاعرة خلود المعلا إلى الإسبانية طبع بمهرجان كوستاريكا، 2014.
- ترجمة ديوان الشاعر أحمد الشهاوي إلى الإسبانية طبع بالإكوادور، 2014 .
- ترجمة مختارة من الشعر الكوبي، 2014.
- ترجمة الأربعينية إلى العربية للكاتب الإسباني خوان جويتيسولو 2015.[3]
- ترجمة ملحمة مارتين فييرو الإسبانية، جامعة الدول العربية،2015.